# Samsung Galaxy A21
O Samsung Galaxy A21 é um smartphone Android desenvolvido e fabricado pela Samsung Electronics. Faz parte da série Galaxy A, que é voltada para o mercado intermediário. A empresa divulgou e lançou o telefone no dia 8 de abril de 2020 nos Estados Unidos.

## Software
O smartphone sai de fábrica com sistema operacional móvel Android 10 com a interface One UI 2 da Samsung.